# دهستان قره‌سو (مشگین‌شهر)
دهستان قره‌سو یا ارشق جنوبی نام دهستانی در بخش مشکین شرقی شهرستان مشگین‌شهر، استان اردبیل در ایران است. براساس سرشماری مرکز آمار ایران در سال ۱۳۸۵، جمعیت آن ۵۴۵۴ نفر (۱۴۶۶ خانوار) بوده‌است.